# Demetrio Vallejo
Demetrio Vallejo (Oaxaca, 6 novembre 1906 – Città del Messico, 24 dicembre 1985) è stato un attivista e politico messicano.
Nel 1958, fu uno dei leader di una serie di scioperi dei lavoratori ferroviari, che si estesero poi ad altre categorie. Per questo fu eletto segretario generale del Sindicato Ferrocarilero.
Nel 1959, il sindacato proclamò un altro sciopero, e il presidente Adolfo López Mateos decise di rispondere con la forza. Diversi lavoratori furono arrestati con l'accusa di essere agitatori comunisti; Vallejo fu condannato ad undici anni di prigione per sedizione, che scontò nel Palacio de Lecumberri.
Dopo aver lasciato il carcere ha fondato il Partido Mexicano de los Trabajadores (PMT) insieme a Dionisio Noriega Aparicio e Heberto Castillo.
| Controllo di autorità | VIAF (EN) 187521255 · ISNI (EN) 0000 0000 4798 7536 · LCCN (EN) no2005067149 |